# La memoria no olvidada
La memoria no olvidada (lit. ‘La memòria no oblidada’) és un documentari espanyol històric independent del 2018, dirigit per Isabel Ginés i Carlos Gonga, que retrata la lluita silenciada de les víctimes de la dictadura franquista. Se centra en les fosses de Paterna, a què es van abocar els afusellats a la Paredassa d'Espanya, al País Valencià. Ha rebut premis i nominacions en certàmens nacionals i internacionals.
Inclou entrevistes a 18 víctimes, majoritàriament filles encara vives d'afusellats, que ronden els 90 anys. També hi ha converses amb els arqueòlegs, els antropòlegs i els metges forenses que exhumen les fosses i n'analitzen els cossos.
Dirigit per Isabel Ginés i Carlos Gonga, el film s'endinsa en les vides de famílies que van patir de prop la repressió franquista, i conten les seves penúries i la història del parent afusellat.
En el documentari conviuen els testimoniatges de familiars dels represaliats amb imàtgens del Monestir de Sant Miquel dels Reis, la Paredassa de Paterna i nombroses manifestacions. Segons la recerca de Vicent Gabarda Cebellán, s'hi va afusellar 2.238 persones.
El punt de partida d'aquest documentari és anar coneixent cada història i el motiu de l'afusellament.